# Мельников, Николай Николаевич (горный инженер)
Николай Николаевич Мельников (25 июля 1938, Москва — 2 июня 2018) — советский и российский учёный в области горного дела, доктор технических наук, профессор, академик Российской академии наук (1997), научный руководитель Горного института Кольского научного центра РАН.

## Биография
Родился 25 июля 1938 года в Москве, сын Н. В. Мельникова.
Окончил Московский горный институт (сегодня — Горный институт НИТУ «МИСиС») в 1960 году по специальности горный инженер (разработка месторождений полезных ископаемых).
До 1962 года работал начальником капитальной вскрыши Соколовского рудоуправления Соколовско-Сарбайского горнообогатительного комбината.
В 1965 году защитил кандидатскую диссертацию, в 1974 году — докторскую (тема — «Методы выбора параметров драглайнов и технология их нового применения на открытых разработках»), в 1977 году ему было присвоено звание профессора.
В 1963—1971 годах работал в Государственном институте по проектированию предприятий цветной металлургии Минцветмета СССР и в Институте горного дела им. А. А. Скочинского Минуглепрома СССР.
С 1971 по 1973 годы находился в служебной командировке от АН СССР в Канаде, где работал научным сотрудником Западного последовательного центра Департамента горного дела, ресурсов и энергетики Канады. В 1973—1979 годах снова работал в Институте горного дела им. А. А. Скочинского старшим научным сотрудником, затем — заведующим лабораторией.
В 1979—1980 годах он являлся первым заместителем директора Всесоюзного научно-исследовательского проектного и конструкторского института горного дела цветной металлургии СССР.
В 1981—2015 годах — директор Горного института Кольского научного центра АН СССР/РАН, а с 2015 года — его научный руководитель.
Член бюро Отделения геологии, геофизики, геохимии и горных наук Российской академии наук, член Комитета системного анализа РАН, заместитель председателя Научного Совета РАН по использованию подземного пространства и подземному строительству (председатель научного совета по направлению «Подземные атомные станции»), председатель Специализированного диссертационного совета, заведующий кафедрой горного дела Мурманского государственного технического университета.
Принимал участие в обоснованиях строительства и развитии Канско-Ачинского топливно-энергетического и Южно-Якутского угольного комплексов, а также строительства Красноярского завода тяжелых экскаваторов. Участвовал в международных проектах по захоронению радиоактивных отходов, принимал участие в ликвидации последствий аварии на Чернобыльской АЭС.

## Награды
- Дважды лауреат премии Совета Министров СССР (1982, 1989), лауреат премии Правительства РФ в области науки и техники (1997).
- Награждён орденом «За заслуги перед Отечеством» IV степени (2008)[2], орденом Почёта (1999)[3].

## Членство в организациях
- Коммунистическая партия Советского Союза